# فاطمة جوادي
فاطمة جوادي (بالفارسية: فاطمه جوادی) هي سياسية إيرانية محافظة ولدت في سنة 1959 في مدينة قم في إيران، شغلت منصب نائب رئيس إيران من 2005 إلى 2009 في حكومة محمود أحمدي نجاد الأولى، وقد تخرجت من جامعة شيراز بدرجة دكتوراة في علم الأرض.